# Вільйон Вандраґер
Вільйон Вандраґер (нід. Wiljon Vaandrager, 27 серпня 1957) — нідерландська академічна веслувальниця.
Бронзова призерка Олімпійських Ігор 1984 року в складі вісімки.